# Dudu Cearense
Alexandro Silva de Sousa (sinh ngày 15 tháng 4 năm 1983 ở Fortaleza, Ceará), tên khác là Dudu Cearense hoặc Dudu, là một cầu thủ bóng đá Brasil gần đây nhất chơi cho Botafogo.
Anh được biết tới nhờ khả năng chuyền bóng, không chiến và cản phá bóng. Anh thường đá tiền vệ trụ hoặc box-to-box. Mặc dù thường được sử dụng ở vị trí phòng ngự nhưng anh là cầu thủ có thiên hướng tấn công. Anh từng khoác áo đội tuyển bóng đá quốc gia Brasil.

## Thống kê sự nghiệp
| Đội tuyển bóng đá Brasil | Đội tuyển bóng đá Brasil | Đội tuyển bóng đá Brasil |
| Năm                      | Trận                     | Bàn                      |
| ------------------------ | ------------------------ | ------------------------ |
| 2004                     | 4                        | 0                        |
| 2005                     | 0                        | 0                        |
| 2006                     | 5                        | 0                        |
| 2007                     | 2                        | 0                        |
| Tổng cộng                | 11                       | 0                        |